# Пољадија
Пољадија или Белоцркванска котлина су два назива који се односе на исти географски појам, први месни и колоквијални („народски“), а други званични. Пољадија је котлина реке Нере на 100—200 метара надморске висине смештена између Банатских планина у данашњој Румунији и Вршачког брега у Србији. Највеће место ове котлине је град Бела Црква у Србији.
Пољадија је после Првог светског рата подељена на српски и румунски део. Међутим, и данас се са обе стране границе срећу и српска и румунска насеља, а постоје и заједнице Чеха и Мађара, некада и Немаца. Поделом је ова област постала гранична и изгубила је некадашњу живост и прометност.